# پدافند غیرنظامی

نشان متمایز «دفاع غیرنظامی»، تعریف شده توسط مقررات حقوق بین‌الملل بشردوستانه که قرار است به عنوان یک نشان حفاظتی به کار برده شود.

پدافند غیرنظامی یا دفاع غیرنظامی مجموعه‌ای از چاره‌بینی‌های عمومی-دولتی دفاعی و محافظتی است که به منظور حمایت از اهالی، امور اقتصادی و قلمروی یک کشور وضع می‌شود تا هنگام سرزدن عملیات‌های جنگی اجرایی شوند. ویژگی مهم این سازمان‌ها و مجموعه‌ها این است که اعضایشان همه از میان شهروندان غیرنظامی هستند.

## وظیفه‌های اساسی
وظیفه‌های اساسی دفاع غیرنظامی یک کشور عبارتند از:
- از پیش و در زمان صلح و آسایش، با نقشه گرفتن و گذرانیدن چاره‌بینی‌های پدافند غیرنظامی همراه با آماده ساختن اهالی و قلمروی کشور بهر حمایت و پدافند، هنگام سرزدن عملیات‌های جنگی و استوار نگاه داشتن فعالیت‌های اقتصادی در زمان جنگ؛
- تأسیس و در حال آمادگی دائمی نگاه داشتن مقام‌های اداره، نیروها و ابزارها و لازمه‌های پدافند غیرنظامی، سامانهٔ اداره، علاقه‌مندسازی و آگاه‌سازی، برای اجرای وظیفه‌ها در زمان جنگ؛
- تشکیل، آماده ساختن و در حال آمادگی دائمی نگاه داشتن قسمت‌های جنگی و به جز آن، زودعملی دسته‌های پدافند غیرنظامی، ساختارهای نجاتدهی و نیروهای غیرجنگی پدافند غیرنظامی برای اجرای وظیفه‌ها همراه با حفظ اهالی، فعالیت‌های اقتصادی و مرزهای کشور در زمان جنگ؛
- تشکیل اندوخته‌های احتیاطی جابه‌جایی اموال مخصوص پدافند غیرنظامی؛
- تشکیل ذخیره‌های احتیاطی آذوقه و دارو؛
- تشکیل هواپیمای حیاتی رهبری‌کننده و فرماندهی - سرداران مقامات اداره و نیروهای پدافند غیرنظامی، جهت اجرای وظیفه‌هایشان در زمان جنگ؛
- آموزش پدافند غیرنظامی به مردم؛
- انجام نظارت دولتی با رعایت نمودن اصول فنی-مهندسی پدافند غیرنظامی، هنگام تهیهٔ لایه‌های ساختمانی، بناهای ساخته شده، استقامتی و به کار بردن آنها؛
- تشکیل شبکه‌های دیده‌بانی و نظارت آزمایشگاهی پدافند غیرنظامی؛
- به سرعت آگاهانیدن اهالی از تهدید سرزدن و آغاز عملیات‌های جنگی، خطر هوایی، رادیواکتیو، شیمیایی، زیست‌جنگ‌افزاری (جنگ‌افزارهای میکروبی و باکتریایی) و خطرهای دیگر؛
- جای‌گردانی (جابه‌جا نمودن) و تخلیهٔ اهالی از شهرهای دارای گروه پدافند غیرنظامی و دیگر محل‌های مسکونی به ویژه دارای جمعیت زیاد، از منطقه‌های تحت تهدید قرارداشته و ناحیه‌های نزدیک مرز به محل‌های بی‌خطر؛
- پناه دادن اهالی در مناطق محافظتی و تأمین لوازم حفظ فردی و دارویی برای آنها؛
- گذرانیدن چاره‌بینی‌هایی برای پنهان کردن روشنایی در محل‌های غیرنظامی‌نشین و مناطق اقتصادی؛
- انجام دادن کارهای نجاتدهی و تأخیرناپذیر؛
- برآوردن نیازهای اولیهٔ مردمی که در نتیجهٔ عملیات‌های جنگی زیان دیده‌اند، از جمله خدمت‌رسانی پزشکی، فراهم آوردن جای زیست و دیدن چاره‌های ضروری دیگر؛
- مبارزه با آتش‌سوزی‌هایی که در نتیجهٔ عملیات‌های جنگی به وقوع می‌پیوندند؛
- معین نمودن و نشان دادن محلهایی که دچار آلودگی‌های رادیواکتیوی، شیمیایی، جنگ‌افزارهای زیستی... گشته‌اند؛
- برقرار کردن و نگاه داشتن ترتیبات در محلهایی که در نتیجهٔ عملیات‌های جنگی زیان دیده‌اند؛
- تأمین فعالیت خدمات پدافند غیرنظامی در زمانی جنگ؛
- دفن نمودن جسدها هنگام جنگ؛
- تهیه و عملی نمودن چاره‌ها برای نگاه داشتن مناطقی که برای فعالیت استوار اقتصادی و زندگانی مردمی، در وضعیت جنگی ضروریند؛
- تأمین آمادگی دائمی نیروها و واسطه‌های پدافند غیرنظامی.